# Massimo Morales
Massimo Morales (* 20. dubna 1964, Caserta) je italský fotbalový trenér. V současnosti působí v klubu SV Stuttgarter Kickers.
Během své kariéry působil například v Bayernu Mnichov (trenér U16 a asistent A týmu) nebo AC Milan (skaut). Kromě toho působil také jako asistent u reprezentace Ghany. Jako hlavní trenér prošel kluby v nizozemské druhé lize, nižších italských klubech či Fortunou Düsseldorf, s kterou postoupil ze čtvrté do třetí německé ligy. V letech 2008-2009 působil také u českého celku 1. FK Příbram, se kterým se mu v této sezóně podařilo postoupit do nejvyšší soutěže.

## Trenérská kariéra
| Klub                           | Období    | Pozice               |
| ------------------------------ | --------- | -------------------- |
| ESV München                    | 1991      | Trenér mládeže (U18) |
| FC Bayern München              | 1992–1994 | Trenér mládeže (U16) |
| FC Bayern München              | 1994–1995 | Asistent trenéra     |
| King Faisal Babes              | 1995–1996 | Trenér               |
| AC Milan                       | 1996–1998 | Skaut                |
| Ghanská fotbalová reprezentace | 1998–1999 | Asistent trenéra     |
| De Graafschap                  | 1999      | Trenér               |
| F.C. Potenza                   | 2000–2001 | Trenér               |
| AC Bellinzona                  | 2001      | Trenér               |
| Rondinella Calcio              | 2001–2002 | Trenér               |
| A.S. Varese 1910               | 2002      | Trenér               |
| Fortuna Düsseldorf             | 2003–2004 | Trenér               |
| SV Waldhof Mannheim            | 2005–2006 | Trenér               |
| 1. FK Příbram                  | 2008–2009 | Trenér               |
| Budapest Honvéd FC             | 2009–2010 | Trenér               |
| Stuttgarter Kickers            | 2013-     | Trenér               |